# AS Aixoise
Association Sportive Aixoise byl francouzský fotbalový klub sídlící ve městě Aix-en-Provence. Klub byl založen v roce 1941 sloučením klubů Football Club Aixois a Union Sportive Aixoise. V sezóně 1967/68 hrál klub poprvé a naposled v nejvyšší soutěži Ligue 1. Po živoření v nižších soutěžích klub zanikl v roce 2014.

## Umístění v jednotlivých sezonách
| Sezóny  | Liga                               | Úroveň | Z  | V  | R | P  | VG | OG | +/- | B  | Pozice |
| ------- | ---------------------------------- | ------ | -- | -- | - | -- | -- | -- | --- | -- | ------ |
| 2007/08 | Div. d'Honneur Rég. - Méditerranée | 7      | 26 | 10 | 7 | 9  | 36 | 30 | +6  | 61 | 5.     |
| 2008/09 | Div. d'Honneur Rég. - Méditerranée | 7      | 24 | 8  | 7 | 9  | 32 | 33 | -1  | 53 | 8.     |
| 2009/10 | Div. d'Honneur Rég. - Méditerranée | 7      | 26 | 13 | 2 | 11 | 44 | 35 | +9  | 67 | 5.     |
| 2010/11 | Div. d'Honneur Rég. - Méditerranée | 7      | 26 | 9  | 6 | 11 | 39 | 39 | 0   | 57 | 9.     |
| 2011/12 | Div. d'Honneur Rég. - Méditerranée | 7      | 19 | 5  | 5 | 9  | 15 | 17 | -2  | 39 | 12.    |